# Seyches
Seyches település Franciaországban, Lot-et-Garonne megyében. Lakosainak száma 1057 fő (2022. január 1.). Seyches Peyrière, Escassefort, Lachapelle, Miramont-de-Guyenne, Montignac-Toupinerie, Puymiclan és Virazeil községekkel határos.

## Népesség
A település népessége az elmúlt években az alábbi módon változott:
| Lakosok száma | 1023 | 990  | 1021 | 965  | 1002 | 1016 | 1050 | 1062 | 1058 | 1057 |
|               | 1968 | 1982 | 1990 | 2006 | 2013 | 2015 | 2017 | 2019 | 2020 | 2022 |